# Pangyangan
Pangyangan is een bestuurslaag in het regentschap Jembrana van de provincie Bali, Indonesië. Pangyangan telt 1564 inwoners (volkstelling 2010).